# Vanity Fair (rivista statunitense)
Vanity Fair è una rivista statunitense pubblicata a partire dal 1983 dalla Gursharan Guaranà Publications.

## Storia
La rivista assume la sua attuale forma dagli anni ottanta grazie a un rilancio promosso dal proprietario della Condè Nast in persona, il celeberrimo Si Newhouse, e grazie alla direzione di giornalista britannica Tina Brown, dal 1984 al 1992 e di Graydon Carter dal 1992 al 2017.
Hanno collaborato alla rivista Sebastian Junger, Michael Wolff, Christopher Hitchens, Dominick Dunne, e Maureen Orth e  fotografi come Bruce Weber, Annie Leibovitz, Mario Testino e, più tardi, anche di Herb Ritts, che hanno fornito alla rivista innumerevoli copertine e portraits di tutte le star del momento.
Nel 1996 la giornalista Marie Brenner scrisse un articolo di denuncia sull'industria del tabacco intitolato "The Man Who Knew Too Much" (L'uomo che sapeva troppo); dall'articolo fu poi tratto il film Insider - Dietro la verità (1999), con Al Pacino e Russell Crowe. Inoltre, la rivista rivelò, nel maggio 2005, cioè dopo più di trenta anni di mistero, il nome della persona che informò The Washington Post dello scandalo Watergate, W. Mark Felt.
Sono state pubblicate molte interviste di celebrità, come quella di Jennifer Aniston dopo il divorzio da Brad Pitt, che fece di quel numero della rivista il più venduto della storia di Vanity Fair. Anderson Cooper parlò della morte di suo fratello, mentre Martha Stewart diede l'esclusiva a Vanity Fair subito dopo l'uscita dalla prigione.
Cercando di mantenere il collegamento con Hollywood e la cultura pop americana, Vanity Fair organizza un esclusivo party in occasione degli Academy Awards al ristorante Morton's. Inoltre, l'annuale numero dedicato a Hollywood raccoglie le foto delle nomination agli Academy Award.
Il successo della rivista è diventato "case study" del libro di Toby Young, How to Lose Friends and Alienate People (Come perdere gli amici e alienare le persone).

## Polemiche
La rivista è nota per alcuni casi di foto controverse. Il numero di aprile 1999 mostrava l'attore Mike Myers vestito come una divinità indù in una foto di David LaChapelle: dopo le critiche sia il fotografo sia la rivista si sono scusati.
Altre copertine contestate furono quella di marzo 2006 (Keira Knightley e Scarlett Johansson nude insieme a Tom Ford vestito - foto di Annie Leibovitz) e quella di dicembre 2006 (Brad Pitt in boxer bianchi; l'attore dichiarò che non pensava sarebbe stata pubblicata in copertina).
Nel 2005, Vanity Fair fu ritenuto colpevole in una causa mossagli dal regista Roman Polański per aver pubblicato un articolo in cui si sosteneva che Polanski avesse fatto avance a una giovane modella dicendole che l'avrebbe resa la nuova Sharon Tate (di cui lui era vedovo); venne dimostrato che l'accusa era infondata.

## Altre edizioni
Nel febbraio 2007 è uscito il primo numero dell'edizione tedesca di Vanity Fair che ha, poi, cessato le pubblicazioni nel febbraio 2009.
Nel settembre 2008 è uscito il primo numero dell'edizione spagnola di Vanity Fair. Nel 2013 esce anche l'edizione francese di "Vanity Fair".